# Cantó de Granville
El cantó de Granville és un cantó francès del departament de la Manche, situat al districte d'Avranches. Té 7 municipis i el cap és Granville. És format pels municipis de Donville-les-Bains, Granville, Jullouville (part), Saint-Aubin-des-Préaux, Saint-Pair-sur-Mer, Saint-Planchers i Yquelon.
| Data d'elecció                           | Identitat             | Partit        | Qualitat |
| ---------------------------------------- | --------------------- | ------------- | -------- |
| 1945-1951                                | Jules Desmonts        | Radical       |          |
| 1951-1958                                | Roger Maris           | Divers droite |          |
| 1958-1976                                | André Tiblé           | UDR           |          |
| 1976-1982                                | Rémy Derubay          | PS            |          |
| 1982-2001                                | Jean-Claude Lécossais | RPR           |          |
| 2001-2008                                | Daniel Caruhel        | PS            |          |
| 2008-                                    | Jean-Marc Julienne    | NC            |          |
| les dades anteriors no són pas conegudes |                       |               |          |
|                                          |                       |               |          |

| A partir de 1990: Població sense dobles comptes |